# Varroniano
Varroniano fue el hijo del emperador romano Joviano, que gobernó entre el 27 de junio de 363 y el 19 de febrero de 364. Fue cónsul en el año 364 junto con su padre. Tras la muerte de Joviano, se reporta que Varroniano vivió bajo la constante amenaza de ser eliminado para evitar cualquier posible reclamación al trono.

## Familia
Varroniano era el hijo del emperador Joviano y su esposa Charito. Su nombre lo heredó de su abuelo paterno, un destacado oficial de Singidunum en Mesia, quien, antes de retirarse, ocupó las posiciones de tribuno y comes domesticorum durante el reinado de Juliano.
Por el lado materno, su abuelo Luciliano, posiblemente originario de Sirmio en Panonia, se distinguió como general bajo el mandato de Constancio II desempeñando misiones de alta confianza para el emperador.A pesar de ser destituido tras la ascensión de Juliano, Luciliano fue reinstaurado tras la proclamación de Joviano como emperador. Fue asesinado en la Galia durante una revuelta en el año 363.
Filostorgio, sugiere la existencia de un posible hermano de Varroniano, aunque esta información, que lo identifica como el segundo hijo de Joviano, no es corroborada por otras fuentes.

## Vida

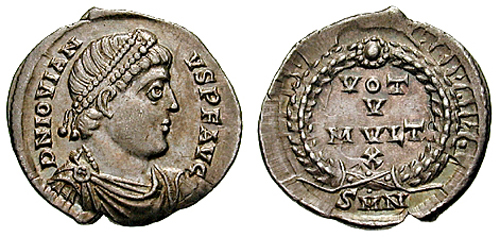
Moneda de Joviano, padre de Verroniano

Varroniano aún era un niño cuando Joviano fue proclamado emperador el 27 de junio de 363, tras la muerte de Juliano durante su campaña en Persia.
Fue nombrado Nobilissimus puer y, el 1 de enero de 364, fue nombrado cónsul junto a su padre en Ancira.Sin embargo, Joviano murió pocas semanas después en su camino de regreso a Constantinopla, entre el 16 y el 19 de febrero. Las razones de su muerte no están claras, algunas fuentes afirman que murió asfixiado por el humo de un brasero, mientras que otras, como Amiano Marcelino, sugieren un asesinato.
La muerte de su padre dejó a Varroniano como un potencial heredero al trono en un tiempo donde la noción de sucesión dinástica comenzaba a fortalecerse.Sin embargo, el alto mando imperial optó por Valentiniano I un oficial cristiano de origen panonio, como sucesor.
Después de la muerte de su padre, Varroniano y su madre vivieron en un estado de constante temor por su seguridad. Según el historiador Louis-Sébastien Le Nain de Tillemont basándose en el Discurso a una joven viuda de Juan Crisóstomo, escrita alrededor del año 380, que podría mencionar a su madre. 
Tillemont, cuyas conclusiones fueron más tarde adoptadas por Edward Gibbon, afirma que Varroniano fue cegado para eliminar cualquier futura pretensión al trono, una afirmación apoyada por referencias en las Homilías sobre los Filipenses de Juan Crisóstomo que aluden a Joviano y a Varroniano.

Un cuarto príncipe fue pronto envenenado también, y, creyendo que bebía una bebida, bebió la muerte a grandes tragos. El hijo de este desafortunado, cuya salud era  una amenaza para el futuro, se vio despojado de los ojos, sin haber merecido este suplicio.